# Sirra Wally Ndow-Njie
Sirra Wally Ndow-Njie auch Sirra Wally Ndow-Njai ist eine Politikerin im westafrikanischen Staat Gambia.

## Leben
Ndow-Njie arbeitete zunächst im National Investment Board. Von 1996 war bis Dezember 2009 als stellvertretende Geschäftsführerin der National Water and Electricity Company (NAWEC) tätig.
Am 22. Dezember 2009 wurde Ndow-Njie von Präsident Yahya Jammeh ins Kabinett als Ministerin für Energie (englisch Minister of Energy) berufen und am 23. Dezember 2009 im Amt vereidigt. Sie wurde am 7. Juni 2010 von Ousman Jammeh im Amt ersetzt.
Am 16. Februar 2015 wurde sie als Ministerin für Erdöl (Minister of Petroleum) vom Präsidenten berufen und hatte dieses Amt bis zum Juni 2016 inne.
Im September 2019 wurden die Ergebnisse der Janneh Commission, eines von Präsident Adama Barrow eingesetzten Untersuchungsausschusses zur Ermittlung der finanziellen Aktivitäten Jammehs, veröffentlicht. Demnach habe sie bei der Veruntreuung öffentlicher Gelder in Höhe von etwa 3,8 Millionen US-Dollar mitgewirkt. Sie äußerte, dass sie sich der Unrechtmäßigkeit bewusst sei, jedoch keine Möglichkeit gehabt habe, sich Jammeh zu widersetzen. In der Folge wurde sie vom öffentlichen Dienst auf Lebenszeit ausgeschlossen und erhielt ein Verbot der Leitung eines Staatsunternehmens für zehn Jahre.

## Ehrungen
Den Order of the Republic of The Gambia/ORG wurde Ndow-Njie 2010 verliehen.